# Towarzystwo Wioślarzy „Polonia” Poznań

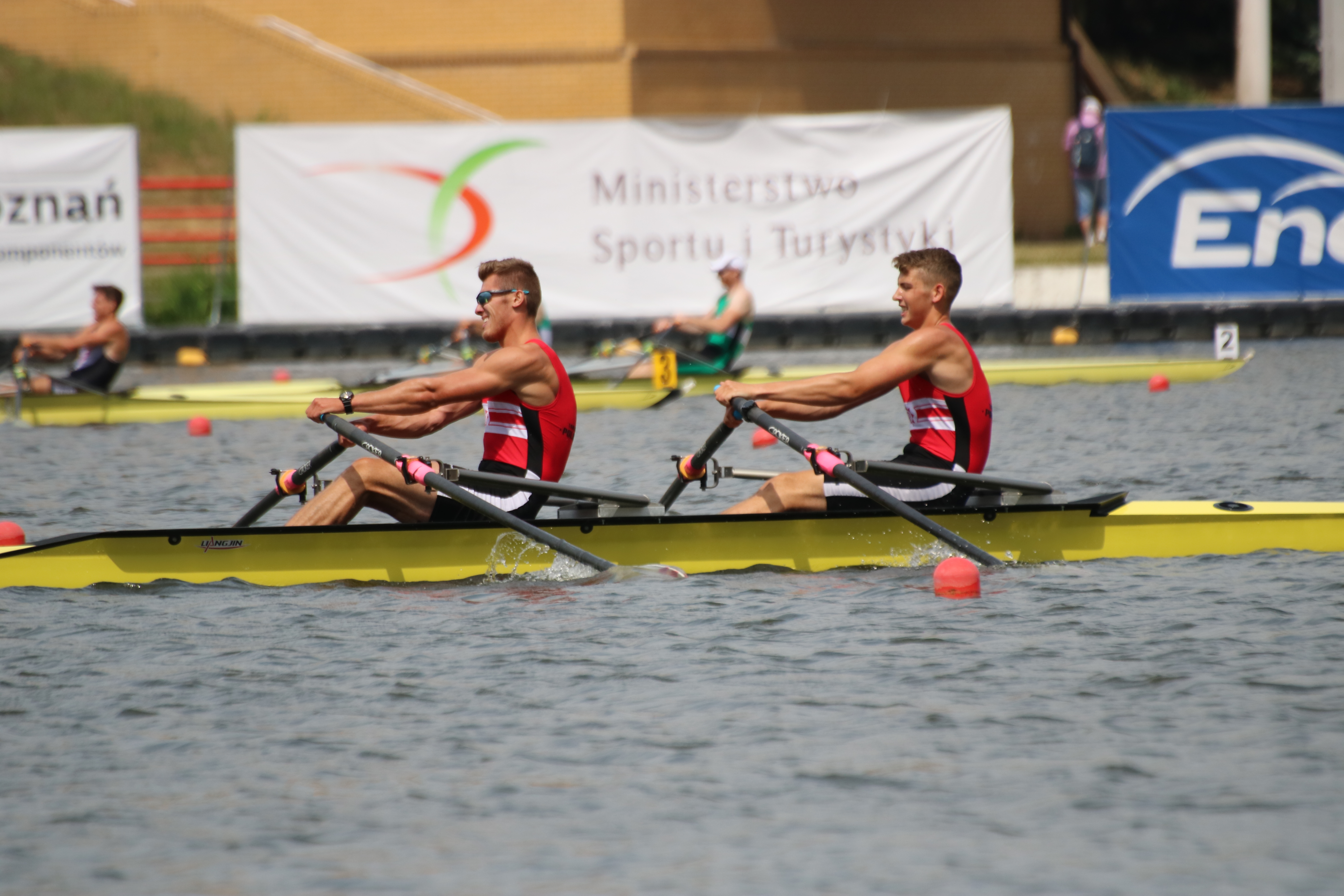
Klubowa dwójka – Mistrzostwa Polski 2018

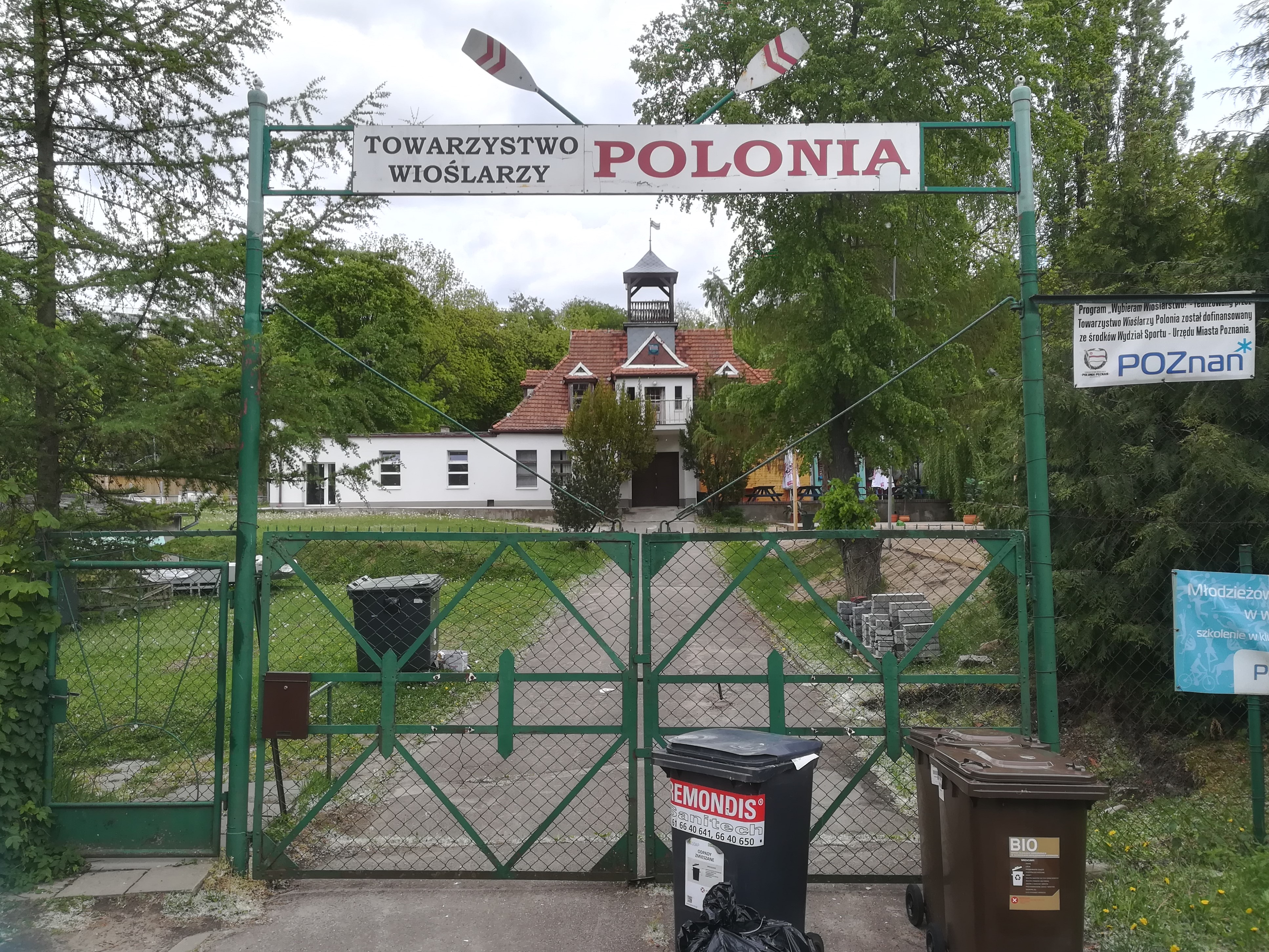
Siedziba klubu

Towarzystwo Wioślarzy „Polonia” Poznań (nazywany też: TW Polonia Poznań) – towarzystwo wioślarskie powstałe w 1921 roku na terenie Poznania.

## Historia klubu

### Dwudziestolecie międzywojenne
Założycielem TW Polonia był Mieczysław Grzybkowski. Był on wioślarzem PTW Tryton Poznań, który z ponad dwudziestoma innymi wioślarzami opuścił jesienią 1921 roku swoje poprzednie towarzystwo. Zebranie założycielskie odbyło się w dniu 22 października 1921 roku. Założyciele postanowili nadać klubowi nazwę „Polonia” – co było pomysłem Zdzisława Robińskiego. Nazwa miała być przeciwieństwem „Germanii” – nazwy poznańskiego towarzystwa niemieckiego. Założycielami byli polscy patrioci – część z nich czynnie walczyła w powstaniu wielkopolskim. Pierwszym Prezesem TW Polonia został Mieczysław Grzybkowski.
Najpilniejszą dla klubu kwestią było wzniesienie przystani. W tym celu, już w 1922 roku wydzierżawiono na prawym brzegu Warty dwie morgi ziemi i rozpoczęto budowę. Uroczyste otwarcie przystani odbyło się już 14 października 1923 roku – wcześniej zawodnicy sprzęt przechowywali na terenie łazienek rzecznych. Przystań klubowa przez całe dwudziestolecie międzywojenne była stopniowo modernizowana. W szczególności, aby umożliwić trening zimowy, w latach 1929–1930 wybudowano na jej terenie basen wioślarski.
TW Polonia była klubem stosunkowo niewielkim. W roku 1925 liczyła zaledwie 44 członków, natomiast tuż przed wojną liczebność zbliżyła się do stu osób (dla porównania, sąsiednie KW 04 Poznań i Tryton Poznań liczyły w roku 1925 – odpowiednio: 349 i 272 członków). Klub posiadał kilkanaście łodzi, z czego jedynie kilka było łodziami wyścigowymi. W 1928 członek TW Polonia, Stanisław Przybylski, był inicjatorem utworzenia Międzychodzkiego Towarzystwa Wioślarzy.
Jak większość ówczesnych polskich klubów wioślarskich, TW Polonii nie było stać na zatrudnienie na stałe trenera. Szkolenie zawodników zwykle prowadzili instruktorzy byli lub obecni zawodnicy, którzy działali nieodpłatnie.
Działania wojenne wstrzymały działalność klubu. W czasie okupacji na przystani mieścił się klub niemieckich wioślarek.

### Okres po II wojnie światowej
Po wkroczeniu Armii Czerwonej, sprzęt znajdujący się w klubie został zniszczony – jako majątek poniemiecki. Budynek przystani był również w złym stanie. Pomimo tego, zawodnicy, którzy przeżyli wojnę, działalność sportową wznowili już w roku 1945. W tym samym roku zmienili statut klubu, dopuszczając do członkostwa kobiety. TW Polonia w okresie tym utraciła jednak przystań, którą bezprawnie zajął klub kajakowy ZMP. Dopiero proces sądowy umożliwił odzyskanie nieruchomości.
W roku 1950 komunistyczne władze nakazały klubowi przyłączyć się do ZKS „Spójnia” – jako autonomiczna sekcja wioślarska. W następstwie kolejnej, ogólnopolskiej reorganizacji sportu, w roku 1955 połączono sekcję „Polonia” z sekcją wioślarską „KW 04 Poznań”, wcielając obie do nowo powstałego Zrzeszenia Sportowego „Sparta”, jako jej sekcję.
W roku 1956 – na fali odwilży gomułkowskiej – klub odzyskał względną samodzielność. Reaktywowano TW Polonia. Zdołano zakończyć remont przystani, usuwając wszystkie zniszczenia wojenne. Równocześnie trwało jednak „umasowienie” sportu, wobec czego klub tracił swój elitarny charakter. Liczba członków wynosiła około 50.
Lata 60. to dynamiczny rozwój klubu. Klub uzyskał na własność nieruchomość, na której znajdowała się przystań. Basen wioślarski zmieniono z jednostronnego, na dwustronny. W roku 1972 liczba członków wzrosła do 156 członków. Wyposażono siłownię klubową i zakupiono liczne łodzie wyścigowe. Trwała wzmożona praca z młodzieżą, która w drugiej połowie lat 70. przyniosła doskonałe wyniki – na czele z medalem Mistrzostw Świata i Igrzysk Olimpijskich wychowanka klubu, G. Nowaka.
Wraz z zakończeniem kariery przez najlepszych zawodników, w połowie lat 80. klub ogarnął zastój. Liczba zawodników spadła do zaledwie 15 i byli to wyłącznie zawodnicy młodzi. Miało to związek m.in. z kryzysem gospodarczym schyłku PRL. Przemiany ustrojowe roku 1989, zastały PTW Tryton w bardzo złej sytuacji. Brak było nie tylko funduszy, ale też przyzwoitego sprzętu. Klub zmuszony był wynajmować znaczną część przystani, aby móc ją wyremontować. Ostatnie większe sukcesy sportowe miały miejsce w latach 90.
Od początku XXI wieku klub koncentruje się na szkoleniu zawodników w młodszych kategoriach wiekowych. Prowadzi też sekcję wioślarzy w kategorii masters.

### Prezesi klubu
Funkcję prezesa klubu pełniły w trakcie jego historii następujące osoby: Mieczysław Grzybkowski (1921–1926 i w 1926), Stefan Pawlak (1924–1925), Kazimierz Drobnik (1926 i 1930), Zygmunt Ciesielczyk (1927–1929), Aleksander Thomas (1931) Marian Wtorkowski (1932–1933), Franciszek Nowicki (1934), Leon Poplewski (1935–1936), Marian Urbański (1937–1939 i 1957 oraz 1959–1971), Bernard Konieczny (1947–1949), Stefan Kasprzak (1950–1956, jako kierownik sekcji wioślarskiej ZS „Spójnia”), Paweł Osiecki (1957–1958), Stanisław Buchwald (1971), Edwin Witt (1972–1975), Wiesław Witkowski (1975–1996), Olaf Bergmann (1996–2001), Włodzimierz Adamiak (od 2001).

## Galeria

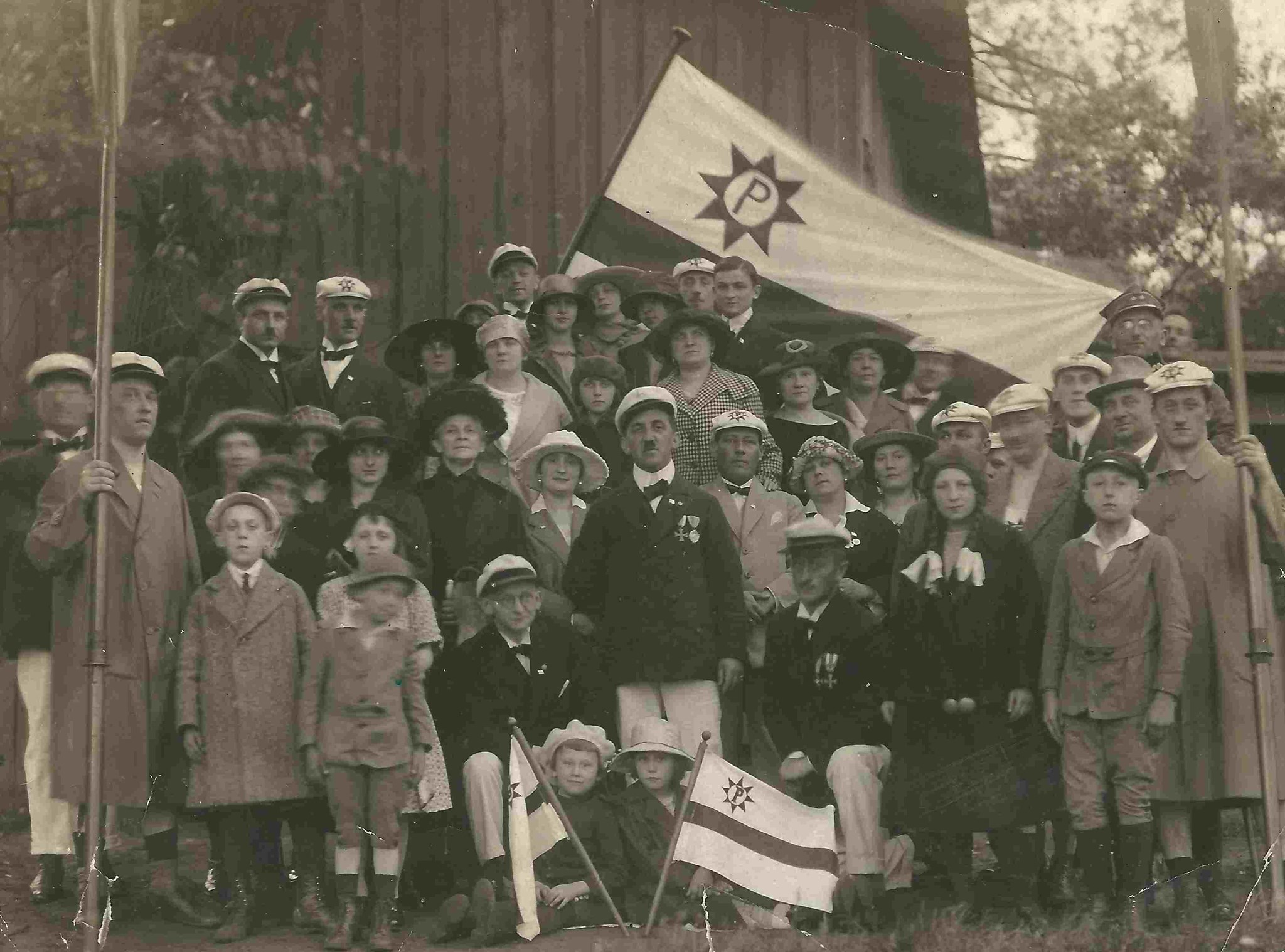
Członkowie klubu w 1921
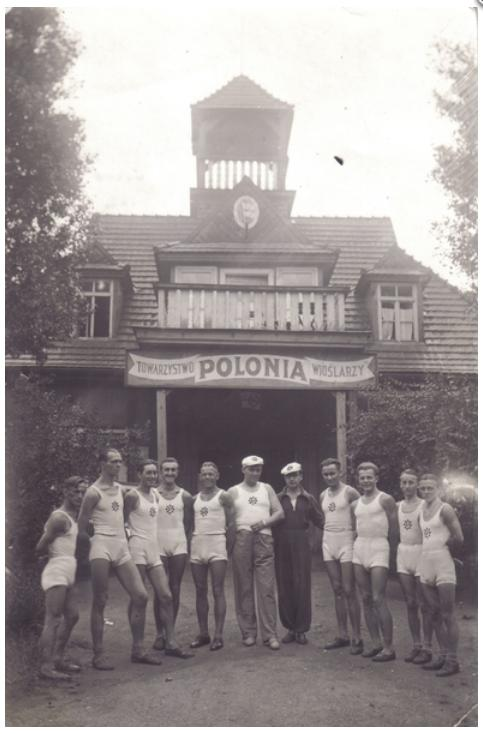
Zawodnicy przed przystanią lata 30.
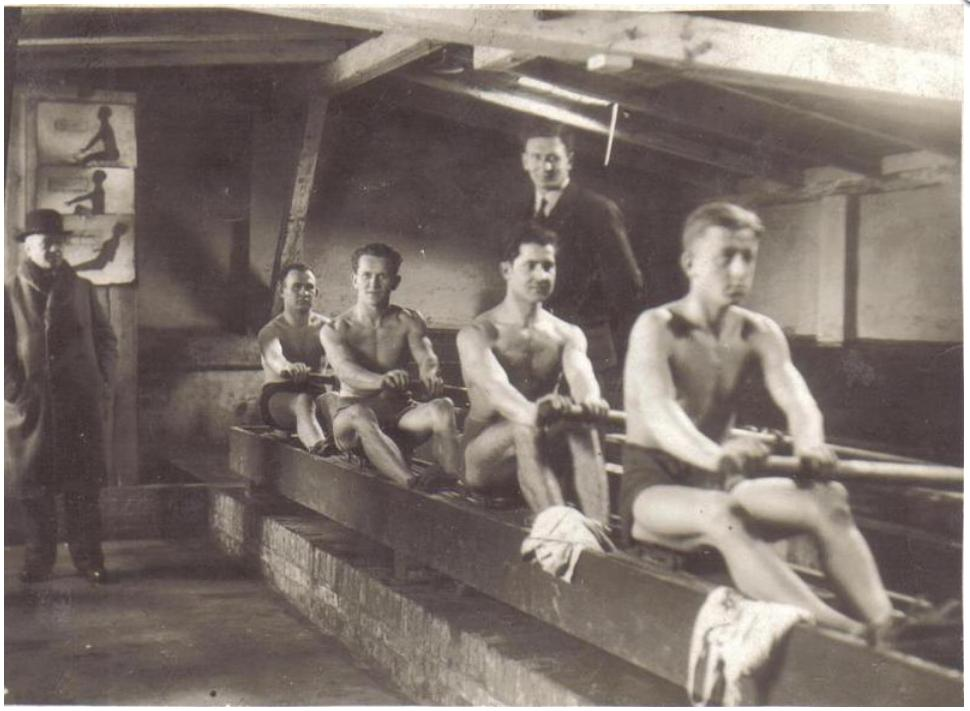
Lata 30. Klubowy basen wioślarski
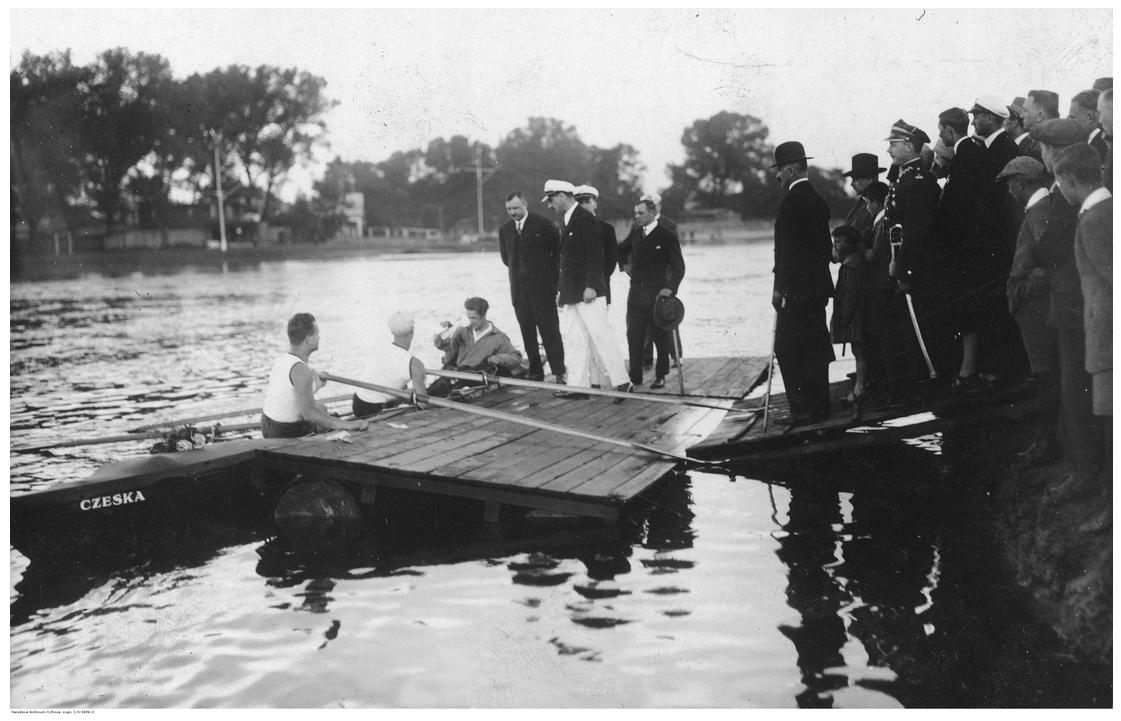
Uczestnicy wyprawy do Morza Czarnego w łodzi
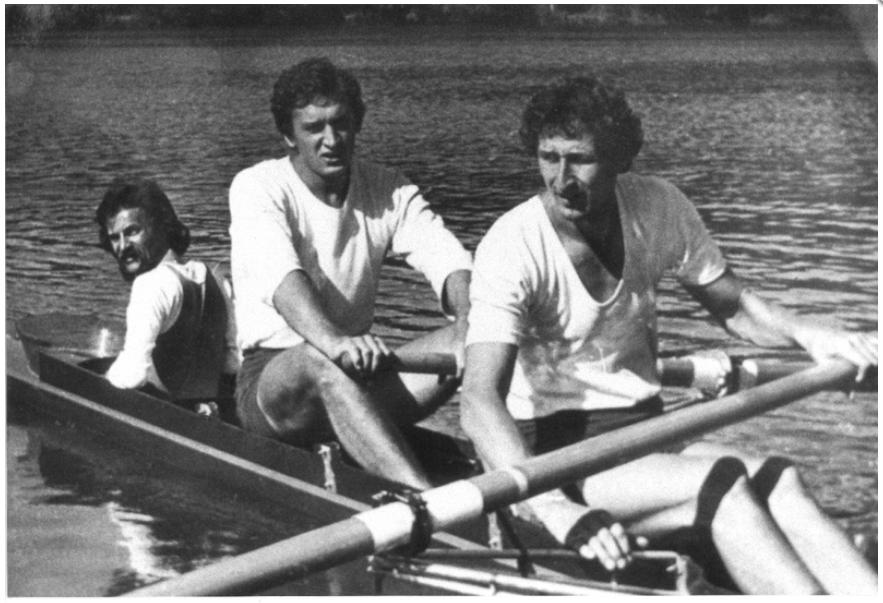
G. Nowak i A. Tomasiak na dwójce ze sternikiem
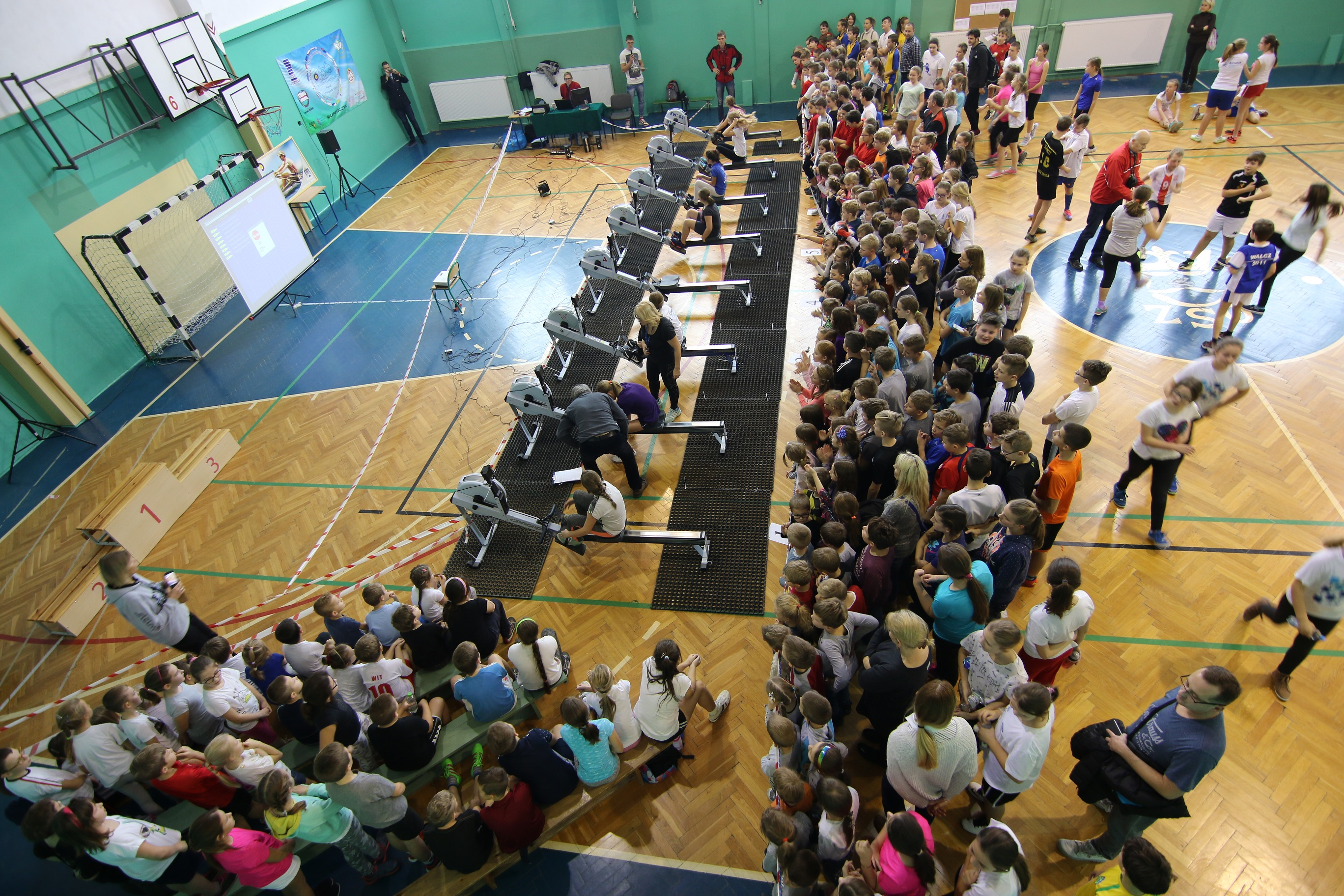
Coroczne zawody na ergometrze organizowane przez klub

## Wyniki sportowe

### Osiągnięcia przedwojenne
Przed II wojną światową zawodnicy TW Polonia nie zdobywali tytułów Mistrza Polski. Było to jednak o tyle wytłumaczalne, że w czasie mistrzostw PZTW tylko w niektórych rozgrywanych konkurencjach przyznawano tytuły Mistrzów Polski, a konkurencji było dużo mniej niż obecnie. Oficjalne tytuły Mistrza Polski przyznawano ponadto tylko w rywalizacji seniorów. Przykładowo w roku 1920 tytuł ten przyznano tylko zwycięzcom biegów ósemek oraz czwórek ze sternikiem, a w 1928 – jedynie w pięciu konkurencjach.
W ogólnopolskiej rywalizacji sportowej PZTW, TW Polonia klasyfikowana była od roku 1929. W dwudziestoleciu międzywojennym, w poszczególnych latach uzyskała następujące wyniki w klasyfikacji klubowej (dane według tabel punktacyjnych PZTW za poszczególne lata – podane zostało miejsce i ilość klubów, które zdobyły w regatach punkty):
- w 1929 – 17 miejsce na 19 klubów[5],
- w 1930 – 18 miejsce na 22 kluby[6],
- w 1931 – 14 miejsce na 27 klubów[7],
- w 1932 – 7 miejsce na 27 klubów[8],
- w 1933 – 21 miejsce na 42 kluby[9],
- w 1934 – 17 miejsce na 41 klubów[10],
- w 1935 – 23 miejsce na 46 klubów[11],
- w 1936 – 31 miejsce na 42 kluby[12],
- w 1937 – 25 miejsce na 41 klubów[13],
- w 1938 – 30 miejsce na 44 kluby[14],
- w 1939 – 30 miejsce na 36 klubów[15].

Warto jednak zauważyć, iż wiele klubów w rywalizacji tej w poszczególnych latach nie uczestniczyło lub nie zdołało w danym roku zdobyć punktów.
Wioślarze TW Polonii odbywali również wyprawy turystyczne, których długość należy uznać za poważne wyczyny sportowe. Dwa największe osiągnięcia w tym zakresie należą do braci Adama i Bogdana Czamańskich, którzy w roku 1926 ze sternikiem Stankiem pokonali trasę z Poznania do Gdyni i z powrotem (1600 km w 4 tygodnie). W kolejnym roku bracia Czamańscy ze sternikiem Klarowiczem pokonali trasę z Poznania do Morza Czarnego i z powrotem (6000 km w 3 miesiące).

### Osiągnięcia powojenne
Największymi sukcesami klubu są, bez wątpienia, dwa medale Grzegorza Nowaka i Adama Tomasiaka. Obaj zdobyli brąz na Igrzyskach olimpijskich w 1980 roku w Moskwie, oraz brąz na Mistrzostwach Świata Seniorów w 1978 roku w Karapiro (Nowa Zelandia). Niezależnie od licznych medali tej dwójki, inni zawodnicy klubu również zdobywali medale na Mistrzostwach Polski w różnych kategoriach. Między innymi:
- MP Seniorów 1948 – złoto 2+MA (S. Nikiel, W. Borecki, st. W. Sporakowski – pierwszy w historii klubu tytuł Mistrza Polski),
- MP Juniorów 1956 – złoto 2-MJ (M. Siejkowski z partnerem),
- MP Juniorów 1967 – złoto 2+MJ (Zimniak, Horyński, st. Gościniak),
- MP Juniorów 1972 srebro 8+MJ,
- MP Młodzieżowców 1975 złoto 2-MB (R. Rakowski, R. Kroll),
- MP Juniorów 1990 srebro 4-MJ (K. Krupecki, T. Loba, J. Jaśkowiak, K. Warchoł),
- MP Juniorów 1991 srebro 2-MJ (J. Jaśkowiak, K. Warchoł),
- MP Juniorów 1996 srebro 2xMJ (M. Ożóg, M. Sroka).

Według punktacji Polskiego Związku Towarzystw Wioślarskich, klub w ostatnich latach zajął następujące miejsca w klasyfikacji drużynowej:
- w roku 1999 – 31 miejsce na 32 sklasyfikowane kluby[17],
- w roku 2000 – 32 miejsce na 33 sklasyfikowane kluby[17],
- w roku 2001 – 33 miejsce na 33 sklasyfikowane kluby[17],
- w roku 2002 – 31 miejsce na 33 sklasyfikowane kluby[17],
- w roku 2003 – 33 miejsce na 34 sklasyfikowane kluby[17],
- w roku 2004 – 30 miejsce na 34 sklasyfikowane kluby[17],
- w roku 2005 – 29 miejsce na 36 sklasyfikowanych klubów[17],
- w roku 2006 – 29 miejsce na 34 sklasyfikowane kluby[17],
- w roku 2007 – 34 miejsce na 35 sklasyfikowanych klubów[17],
- w roku 2008 – 30 miejsce na 37 sklasyfikowanych klubów[17],
- w roku 2009 – 29 miejsce na 38 sklasyfikowanych klubów[17],
- w roku 2010 – 28 miejsce na 37 sklasyfikowanych klubów[17],
- w roku 2011 i 2012 – nie sklasyfikowano[17],
- w roku 2013 – 36 miejsce na 38 sklasyfikowanych klubów[17],
- w roku 2014 – 29 miejsce na 36 sklasyfikowanych klubów[18],
- w roku 2015 – 30 miejsce na 38 sklasyfikowanych klubów[19],
- w roku 2016 – 35 miejsce na 37 sklasyfikowanych klubów[20],
- w roku 2017 – 31 miejsce na 35 sklasyfikowanych klubów[21],
- w roku 2018 – 28 miejsce na 33 sklasyfikowane kluby[22],
- w roku 2019 – 29 miejsce na 38 sklasyfikowanych klubów[23].

## Najwybitniejsi zawodnicy
W historii TW Polonia, najwybitniejszymi zawodnikami klubu byli:
Grzegorz Nowak – najbardziej utytułowany wychowanek klubu w jego historii. Odniósł następujące sukcesy:
- 1980 – Igrzyska Olimpijskie w Moskwie – czwórka ze sternikiem – brązowy medal,
- 1978 – Mistrzostwa Świata Seniorów, Karapiro – dwójka ze sternikiem – brązowy medal,
- 1981 – Mistrzostwa Świata Seniorów, Monachium – czwórka ze sternikiem – VIII miejsce,
- 1982 – Mistrzostwa Świata Seniorów, Lucerna – czwórka ze sternikiem – VI miejsce,
- 1983 – Mistrzostwa Świata Seniorów, Duisburg – czwórka ze sternikiem – IX miejsce,
- sześciokrotny mistrz Polski seniorów na dwójce ze sternikiem (1978–1983).
- wicemistrz Polski na ósemce juniorów (1972).

Adam Tomasiak – wychowanek Warmii Olsztyn, potem w Zawiszy Bydgoszcz, a od 1977 roku w TW Polonia. Dwukrotny olimpijczyk. W czasie przynależności do TW Polonia odniósł następujące sukcesy:
- 1980 – Igrzyska Olimpijskie w Moskwie – czwórka ze sternikiem – brązowy medal,
- 1978 – Mistrzostwa Świata Seniorów, Karapiro – dwójka ze sternikiem – brązowy medal,
- 1981 – Mistrzostwa Świata Seniorów, Monachium – czwórka ze sternikiem – VIII miejsce,
- 1982 – Mistrzostwa Świata Seniorów, Lucerna – czwórka ze sternikiem – VI miejsce,
- 1983 – Mistrzostwa Świata Seniorów, Duisburg – czwórka ze sternikiem – IX miejsce,
- sześciokrotny mistrz Polski seniorów na dwójce ze sternikiem (1978–1983).

Marian Siejkowski – wychowanek klubu. W jego barwach w roku 1956 M. Siejkowski zdobył tytuł mistrza Polski juniorów na dwójce. Po zmianie barw klubowych na AZS Wrocław, zawodnik zdobył brązowy medal mistrzostw Europy i dwa razy reprezentował Polskę na igrzyskach olimpijskich.
Michał Ożóg – wychowanek klubu. W barwach TW Polonia wicemistrz Polski juniorów w roku 1996. Już w barwach KW 04 w Poznaniu był wielokrotnym reprezentantem Polski. Płynąc na czwórce podwójnej zajął IV miejsce na Mistrzostwach Świata Młodzieżowców w Linz w roku 2001.
Romuald Rakowski, Marek Wlaźlak, Andrzej Głuszek i Ryszard Kroll – wychowankowie klubu, którzy w roku 1973 startowali w reprezentacyjnej ósemce, która na Mistrzostwach Świata Juniorów zajęła VI miejsce.